# Kathedrale von Canelones

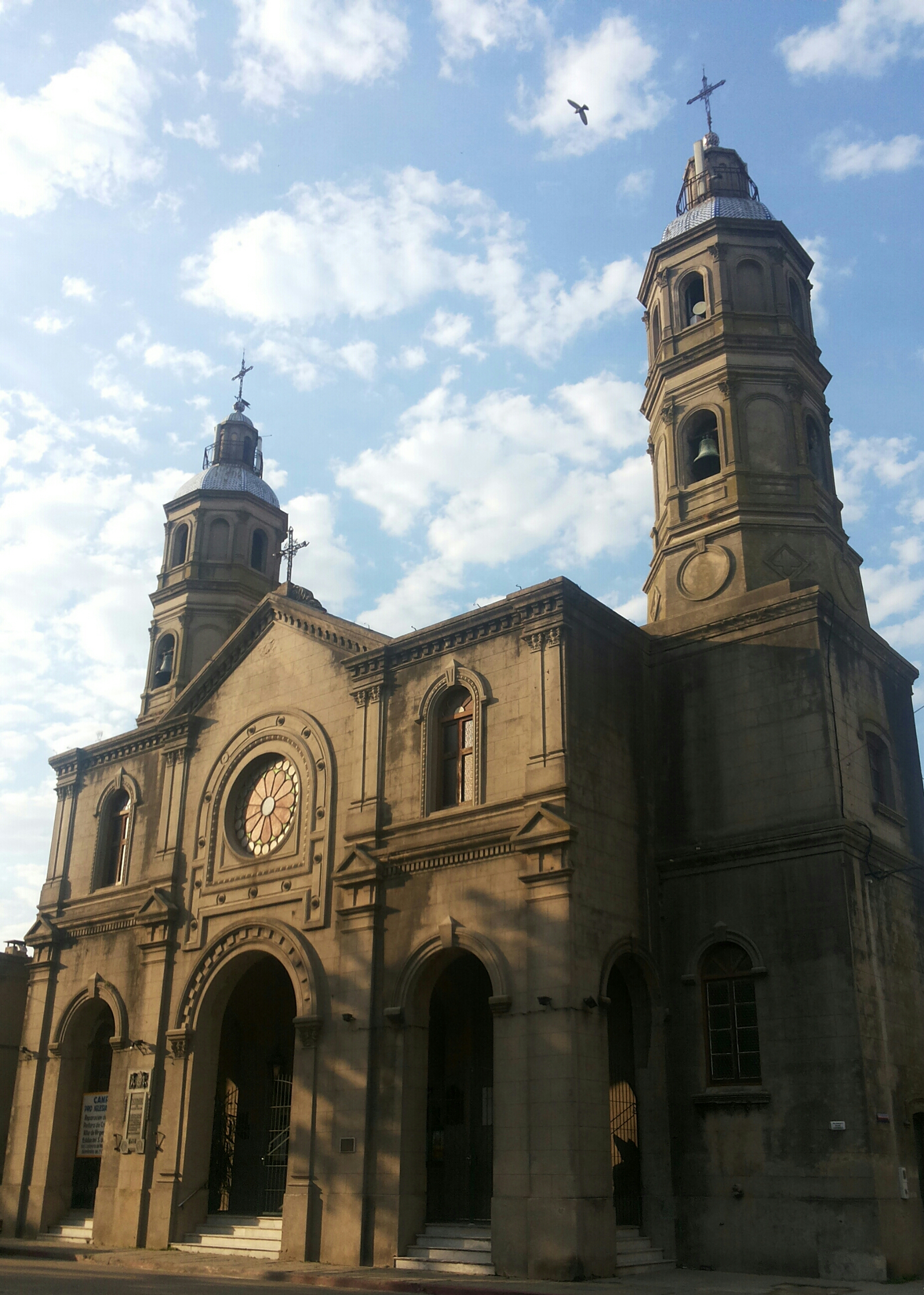
Kathedrale von Canelones

Die der Nuestra Señora de Guadalupe gewidmete  römisch-katholische Kathedrale von Canelones in der etwa 25.000 Einwohner zählenden Stadt Canelones ist die Hauptkirche des etwa 550.000 Einwohner zählenden Departamentos im Süden Uruguays.

## Lage
Die Stadt Canelones befindet sich ca. 50 km (Fahrtstrecke) nördlich von Montevideo in einer Höhe von ca. 30 m. Die Stadt wurde im Jahr 1782 als Villa de Nuestra Señora de Guadalupe gegründet. Die Kathedrale steht am Hauptplatz.

## Geschichte
Die ehemalige Pfarrkirche wurde in den Jahren 1816 bis 1843 im Stil der Neorenaissance erbaut; die beiden seitlich angefügten Glockentürme (campanarios) wurden erst in den 1860er bis 1880er Jahren fertiggestellt. Das Bistum Canelones wurde jedoch erst im Jahr 1961 durch Papst Johannes XXIII. errichtet; aus der ursprünglichen Pfarrkirche wurde eine Kathedrale.

## Architektur
Die Fassade zeigt ein repräsentatives Triumphbogenschema. Die einschiffige, gewölbte Kirche verfügt über symmetrisch angeordnete Seitenkapellen, ein Querschiff und eine halbrunde Apsis. Sowohl die Kirchenfassade als auch das Innere des Bauwerks sind ganz den Stilformen der Neorenaissance verpflichtet. Die im oberen Teil achteckigen Glockentürme mit ihren Laternen zeigen Ansätze neobarocker Formen.